# Routes de Corée du Sud
Cet article dresse la liste des routes en Corée du Sud.

## Liste
| Numéro | Article            | Itinéraire              | Longueur |
| ------ | ------------------ | ----------------------- | -------- |
|        | Route nationale 1  | Mokpo – Paju            | 494 km   |
|        | Route nationale 2  | Sinan – Jung-gu         | 469 km   |
|        | Route nationale 3  | Namhae – Cheorwon       | 559 km   |
|        | Route nationale 4  | Seocheon – Gyeongju     | 362 km   |
|        | Route nationale 5  | Changwon – Cheorwon     | 544 km   |
|        | Route nationale 6  | Jung-gu – Gangneung     | 362 km   |
|        | Route nationale 7  | Jung-gu – Goseong       | 485 km   |
|        | Route nationale 13 | Wando – Geumsan         | 311 km   |
|        | Route nationale 14 | Geoje – Pohang          | 291 km   |
|        | Route nationale 15 | Geheung – Damyang       | 150 km   |
|        | Route nationale 17 | Yeosu – Yongin          | 311 km   |
|        | Route nationale 18 | Jindo – Gurye           | 233 km   |
|        | Route nationale 19 | Namhae – Hongcheon      | 451 km   |
|        | Route nationale 20 | Sancheong – Pohang      | 258 km   |
|        | Route nationale 21 | Namwon – Icheon         | 343 km   |
|        | Route nationale 22 | Jeongeup – Suncheon     | 178 km   |
|        | Route nationale 23 | Gangjin – Cheonan       | 370 km   |
|        | Route nationale 24 | Sinan – Nam-gu          | 370 km   |
|        | Route nationale 25 | Changwon – Cheongju     | 272 km   |
|        | Route nationale 26 | Gunsan – Seo-gu         | 168 km   |
|        | Route nationale 27 | Goheung – Gunsan        | 164 km   |
|        | Route nationale 28 | Pohang – Yeongju        | 196 km   |
|        | Route nationale 29 | Boseong – Seocheon      | 305 km   |
|        | Route nationale 30 | Buan – Seo-gu           | 314 km   |
|        | Route nationale 31 | Gijang – Yanggu         | 626 km   |
|        | Route nationale 32 | Taean – Jung-gu         | 172 km   |
|        | Route nationale 33 | Goseong – Gumi          | 175 km   |
|        | Route nationale 34 | Dangjin – Yeongdeok     | 273 km   |
|        | Route nationale 35 | Busanjin-gu – Gangneung | 344 km   |
|        | Route nationale 36 | Boryeong – Uljin        | 296 km   |
|        | Route nationale 37 | Geochung – Paju         | 399 km   |
|        | Route nationale 38 | Seosan – Donghae        | 315 km   |
|        | Route nationale 39 | Buyeo – Uijeongbu       | 213 km   |
|        | Route nationale 40 | Dangjin – Dongju        | 123 km   |
|        | Route nationale 42 | Jung-gu – Donghae       | 304 km   |
|        | Route nationale 43 | Yeongi – Cheorwon       | 242 km   |
|        | Route nationale 44 | Yangpyeong – Yangyang   | 132 km   |
|        | Route nationale 45 | Seosan – Gapyeong       | 181 km   |
|        | Route nationale 46 | Jung-gu – Goseong       | 214 km   |
|        | Route nationale 47 | Ansan – Cheorwon        | 114 km   |
|        | Route nationale 48 | Ganghwa – Jongno-gu     | 62 km    |
|        | Route nationale 56 | Cheorwon – Yangyang     | 188 km   |
|        | Route nationale 58 | Cheongdo – Gimhae       | 84 km    |
|        | Route nationale 59 | Gwangyang – Yangyang    | 404 km   |
|        | Route nationale 67 | Chilgok – Gumi          | 34 km    |
|        | Route nationale 75 | Gapyeong – Hwacheon     | 78 km    |
|        | Route nationale 77 | Jung-gu – Paju          | 693 km   |
|        | Route nationale 79 | Uiryeong – Changnyeong  | 84 km    |
|        | Route nationale 82 | Pyeongtaek – Hwaseong   | 13 km    |
|        | Route nationale 87 | Pocheon – Cheorwon      | 59 km    |
|        | Route nationale 88 | Yeongyang – Uljin       | 39 km    |